# АРПІ (Запоріжжя)
Футзальний клуб АРПІ (Запоріжжя) або просто АРПІ  — український футзальний клуб з міста Запоріжжя. У сезоні 2018/19 виступав в Екстра-лізі України.

## Хронологія назв
- 2006: АРПІ (Донецьк)
- 2015: АРПІ (Запоріжжя)

## Історія
Футзальний клуб АРПІ заснований у Донецьку у вересні 2006 року, представляв компанію АРПІ — агентство з розповсюдження журналів в Україні. Більшість гравців були вихованцями ДПІ. Спочатку команда виступала в чемпіонаті міста, де неодноразово ставала чемпіоном Донецька. У сезоні 2009/10 років дебютував у професіональних змаганнях Першої ліги, виграв Східну групу, а в фінальному турнірі другої ліги став срібним призером. У сезоні 2011/12 років посів друге місце східній групі Першої ліги. Потім виступав в аматорських турнірах. Після початку російської збройної агресії на Донбасі втратив можливість грати матчі у власній залі, тому під час зимової перерви сезону 2014/15 років клуб переїхав у Запоріжжя. Спочатку виступав у чемпіонатах міста. У сезоні 2016/17 років знову виступав у професіональних турнірах, завоював третє місце у Другій лізі. Наступного сезону 2017/18 років клуб виграв Першу лігу та отримав підвищення в матчі Екстра-ліги. У сезоні 2018/19 років зайняв останнє місце в чемпіонаті.
6 вересня 2019 року клуб припинив своє існування.

## Досягнення
- Екстра-ліга України
  - 8-е місце (1): 2018/19

- Кубок Екстра-ліги України
  - 1/4 фіналу (3): 2010/11, 2011/12, 2015/16

- Перша ліга України
  -  Чемпіон (1): 2017/18
  -  Срібний призер (1): 2009/10

## Клубні кольори
| Синій | Білий |

Домашні матчі зазвичай грали у формі синього або білого кольору.

## Домашня арена
Клуб проводив свої домашні матчі в залі Палацу спорту ЗАС у Запоріжжі. Місткість: 1000 сидячих місць.

## Спонсори
- АРПІ — Агентство розповсюдження періодичних видань (рос. Агентство распространения периодических изданий)